# قاي بينتون جونسون
قاي بينتون جونسون (بالإنجليزية: Guy Benton Johnson)‏ هو عالم إنسان أمريكي، ولد في 28 فبراير 1901 في الكادو ميلز في الولايات المتحدة، وتوفي في 23 مارس 1991.